# Kunst- und Kulturpreis der deutschen Katholiken
Der Kunst- und Kulturpreis der deutschen Katholiken ist die höchste Auszeichnung der katholischen Kirche auf dem Kultursektor. Dieser Kulturpreis wurde 1990 von der Deutschen Bischofskonferenz (DBK) und dem Zentralkomitee der deutschen Katholiken (ZdK) gestiftet. Er wird seither alle zwei bis vier Jahre vom Vorsitzenden der DBK und der Präsidentin des ZdK verliehen. Die Stifter wollen mit der Auszeichnung „das kulturelle Bewusstsein in der Kirche schärfen und die religiöse Dimension in der pluralistischen Kultur der Gegenwart stärken“. Sie wird in verschiedenen kulturellen Kategorien vergeben (Literatur, Architektur, Musik, Film, Bildende Kunst und Theater) und ist mit 25.000 Euro dotiert.

## Preisträger
- 1990 – Literatur: Andrzej Szczypiorski
- 1994 – Architektur: Karljosef Schattner
- 1998 – Musik: Petr Eben und Bertold Hummel
- 2001 – Film: Theo Angelopoulos
- 2004 – Bildende Kust: Gerhard Richter
- 2008 – Drama: Ursula Ehler-Dorst und Tankred Dorst
- 2011 – Architektur: Peter Zumthor[1]
- 2014 – Literatur: Ralf Rothmann[2]
- 2017 – Musik: Mark Andre
- 2021 – Tanz: Lia Rodrigues